# آسینینز (میشیگان)
آسینینز (به انگلیسی: Assinins) یک منطقهٔ مسکونی در ایالات متحده آمریکا است که در میشیگان واقع شده‌است.